# Шандотр
Шандотр (фр. Champdôtre) насеље је и општина у источном делу централне Француске у региону Бургоња, у департману Златна обала која припада префектури Дижон.
По подацима из 2011. године у општини је живело 573 становника, а густина насељености је износила 54,89 становника/km². Општина се простире на површини од 10,44 km². Налази се на средњој надморској висини од 191 метар (максималној 204 m, а минималној 185 m).

## Демографија
| 1962. | 1968. | 1975. | 1982. | 1990. | 1999. | 2011. |
| ----- | ----- | ----- | ----- | ----- | ----- | ----- |
| 443   | 482   | 452   | 474   | 504   | 548   | 573   |

График промене броја становника у току последњих година